# Cúmul de la Màquina Pneumàtica
El Cúmul de la Màquina pneumàtica (Abell S0636, i també Antlia) és un cúmul de galàxies localitzat en el Supercúmul Hidra-Centaure. El cúmul d'Antlia és el tercer-més proper al Grup Local després del cúmul de la Verge i el cúmul del Forn. La distància d'Antlia a la Terra és de 40.5 Mgc fins a 40.9 Mgc i pot ser vist de Terra en la constel·lació de la Màquina Pneumàtica. El cúmul d'Antlia no hauria de ser confós amb la galàxia nana Antlia.
Antlia es classifica com un cúmul de tipus III rar de Bautz – Morgan, cosa que significa que no té una galàxia cúmul més brillant dominant (cD). Tanmateix, el grup és dominat per dues galàxies el·líptiques massives, NGC 3268 i NGC 3258, i conté un total d'aproximadament 234 galàxies. El cúmul és molt dens comparat amb altres cúmuls com els de la Verge i el del Forn, contenint així galàxies de tipus precoç i una porció més gran d'el·líptiques nanes. El cúmul es divideix en dos grups galàctics, el subcúmul nord gravitant al voltant de NGC 3268 i el subcúmul sud centrat en NGC 3258.
El cúmul té un desplaçament cap al roig de z = 0,0087, cosa que implica que retrocedeix del grup local, com la majoria d'objectes de l'Univers. Amb l'ara obsolet satèl·lit científic ASCA, les observacions de rajos X mostren que el cúmul és gairebé isotèrmic, amb una temperatura mitjana de kT ~ 2,0 keV.